# Auguste Viktoria-Schule (Itzehoe)
Die Auguste Viktoria Schule (AVS) in Itzehoe ist ein städtisches Gymnasium.
Mit ca. 1000 Schülern, die von rund 70 Lehrern unterrichtet werden, ist die AVS eines der größten Gymnasien des Kreises Steinburg. Sie wurde nach der letzten deutschen Kaiserin Auguste Viktoria benannt.

## Gebäude und Ausstattung
Neben 26 Klassen- bzw. Kursräumen gibt es 18 Fach- und Verwaltungsräume. Die Aula besitzt eine Bühne und bietet Platz für ca. 200 Personen.
Weiterhin stehen zwei Computer- und zwei Medienräume, eine dreiteilige Sporthalle, eine (kleine) Turnhalle (bis Sommer 2011) und ein Kraftraum, eine Bücherei für die Oberstufe und eine gemeinsame Bücherei für die Unter- und Mittelstufe sowie ein Raum für die Schülervertretung (SV) zur Verfügung.
Daneben besitzt die AVS 10 Kanus und ein Studio mit Computerschnittplätzen für Videoproduktionen. Im ersten Stock befindet sich eine Schulgalerie mit wechselndem Ausstellungsangebot.
Auf dem Schulgelände können ca. 300 Fahrräder und ca. 30 motorisierte Zweiräder auf entsprechend markierten Flächen abgestellt werden.
Nachdem 2010 Teile des Daches erneuert worden waren, begann man 2011 mit dem gesamten Abriss der Fachräume darunter auch das Studio mit Computerschnittplätzen und der (kleinen) Turnhalle. Im Jahr 2014 wurde der Neubau mit den neuen Fachräumen und der neuen Mensa fertiggestellt.
Eine Besonderheit der AVS besteht in der Profilbildung bereits in der Unterstufe. Neben einem sprachlichen Profil gibt es ein Sport- und Musikprofil, aber auch eine Tablet-Klasse.
Im sprachlichen Profil lernen die Schüler mindestens drei, bei Eignung und Interesse vier Fremdsprachen (Englisch, Französisch, Spanisch, Russisch, Latein). Zudem werden einige Fächer (Geographie, Geschichte, Biologie) auf Englisch unterrichtet.
Anforderung für die Tablet-Klasse ist es, dass die Schüler ein eigenes iPad Pro besitzen.

## Geschichte
Im Jahre 1904 wurde die Auguste Viktoria Schule als öffentliche Schule für Mädchen unter der Leitung des niederdeutschen Dichters und Pädagogen Johann Hinrich Fehrs gegründet. Ab 1928 konnte man an der AVS die allgemeine Hochschulreife erwerben.

1971 begann mit der Koedukation eine neue Phase, der in den 1990er-Jahren das Angebot von bilingualem Unterricht folgte.

## Theater

### Schülertheater
Seit 1979 wird an der Auguste Viktoria Schule kontinuierlich Theater gespielt. Erst unter der Leitung von Dagmar Kröger-Naudiet, später unter Katja Sörensen (Der Löwe ist los / Suite Surrender / Herr der Diebe / Die rote Zora) und Niklas Kremer (Schatz der Manganer) und seit einigen Jahren unter der Leitung von Ute Timmermann (Woyzeck / Keine Freunde?Keine Feinde / Das Schiff Esperanza / Krabat / Peer, Gwen und die verlorenen Kinder)
Begonnen hatte alles 1979 mit zwei Einaktern, die zur Feier des 75-jährigen Schuljubiläums einstudiert worden waren. Daraus entwickelte sich eine Schultheater-Arbeitsgemeinschaft, die später in einen regulären Oberstufenkurs für Darstellendes Spiel umgewandelt wurde. Heute ist die Theatergruppe in die Offene Ganztagsschule eingebunden – daneben gibt es Darstellendes Spiel in der Mittelstufe (WPU-Bereich) und seit 2024 in der Oberstufe.
In regelmäßigen Abständen, teilweise sogar in jährlichem Rhythmus, präsentieren die Schüler-Ensembles, natürlich mit wechselnder Besetzung, ihre Inszenierungen der Öffentlichkeit.
Gespielt wurde schon in der Schulaula, im mittlerweile abgerissenen alten Stadttheater (Reichenstraße), im sog. „Schalthaus“ auf dem ehemaligen Alsen-Gelände, im neuen Stadttheater, in der „Aula von Haus 2“ und im Theater am Neunerplatz in Würzburg.

### Erwachsenen-Theater (AUGUSTORIA)
Im Jahre 1992 lud die Stadt Itzehoe auch die Auguste-Viktoria-Schule ein, sich mit einer Darbietung an den Eröffnungsfeierlichkeiten für das neu erbaute theater itzehoe zu beteiligen. Das Kollegium beschloss, wieder unter Dagmar Kröger-Naudiets Regie, eine Komödie zu präsentieren, die, abweichend vom Bisherigen, nicht von Schülern, sondern ausschließlich von Lehrern gespielt werden sollte. Es wurde ein durchschlagender Erfolg. Fünf Aufführungen vor ausverkauftem Haus! So groß war der Andrang. Durch den Zuspruch ermutigt, wagte sich die Lehrergruppe auch an andere Stücke. So reihte sich im Zwei-Jahres-Rhythmus eine Komödie an die andere. Im Lauf der Zeit schwand der Anteil der Lehrer und es schlossen sich spielbegeisterte Erwachsene der Gruppe an, die keinen oder nur einen losen Bezug zur AVS hatten. Deshalb gab sich das ehemalige Lehrerensemble schließlich den Namen AUGUSTORIA, um gleichermaßen seine Eigenständigkeit wie auch immer noch seine Beziehung zur AVS zu demonstrieren. Alle Stücke wurden im theater itzehoe aufgeführt und teilweise darüber hinaus noch im Elbeforum Brunsbüttel.
Nach vierzehnjähriger intensiver und regelmäßiger Theaterarbeit gönnte die Gruppe AUGUSTORIA ab 2006 eine Pause um sich 2010 mit dem französischen Stück Boeing Boeing zurückzumelden. Bis 2023 war AUGUSTORIA noch aktiv.
Daneben gab es 2016/17 die Gruppe „AVS on stage“, in der unter der Leitung von Katja Sörensen Lehrer, Eltern, ehemalige Schüler und Freunde der AVS das Stück „37 Ansichtskarten“ für eine Aufführung im theater itzehoe erarbeitet haben.

## Schüleraustausch
Schüleraustausche fanden viele Jahre mit Partnerschulen in den USA und Russland statt. Abgelöst wurden sie durch einen Austausch mit Spanien und zahlreichen Erasmus-Altivitäten.

## Persönlichkeiten

### Lehrer
- Johann Hinrich Fehrs (1838–1916), niederdeutscher Erzähler und Lyriker (Lehrer und Rektor)
- Elisabeth Kellermann (1892–1979), Zeichenlehrerin und Buchillustratorin

### Schüler
- Margot Claussen (1885–1968), Malerin
- Gisela Kühler-Balcke (1913–1983), Bildhauerin in Itzehoe und Hamburg
- Mark Helfrich (* 8. September 1978 in Itzehoe), deutscher Politiker (CDU)
- Anna Gehring (* 15. November 1996 in Bonn), deutsche Langstreckenläuferin